# United Shoe Machinery Corporation Building
El United Shoe Machinery Corporation Building es un edificio histórico de oficinas en 160 Federal Street en el distrito financiero de la ciudad de Boston, la capital del estado de Massachusetts (Estados Unidos). El rascacielos con estructura de acero tiene 24 pisos y un ático

## Historia
Fue construido en 1929-1930 según un diseño de George W. Fuller y Parker, Thomas & Rice para United Shoe Machinery Corporation. Es uno de los edificios art déco más elegantes de Boston, que incluye un vestíbulo con una decoración elaborada. Fue construido para United Shoe Machinery Corporation, que en ese momento controlaba el 98% del negocio de maquinaria de calzado del país.
Es un excelente ejemplo de masificación en zigurat, donde se usan bloques geométricos verticales sucesivamente más pequeños colocados uno encima del otro.
Estuvo a punto de ser demolido en 1980. Lo evitó la Boston Preservation Alliance, que logró que fuera incluido en el Registro Nacional de Lugares Históricos en 1980. En 1983 fue designado como Monumento Histórico de Boston con un interior poco común (su vestíbulo) así como protección exterior por la Comisión de Monumentos Históricos de Boston.